# Port lotniczy Beru Island
Port lotniczy Beru Island (IATA: BEZ, ICAO: NGBR) – port lotniczy położony na wyspie Beru, w Kiribati. Lotnisko jest obsługiwane przez linie lotnicze Air Kiribati.

## Linie lotnicze i połączenia
- Air Kiribati (Nikunau, Tabiteua North)